# Helga Rivas
Helga María Rivas Ardila (Bogotá, 6 de septiembre de 1969) es una arquitecta colombiana, especialista en derecho urbano. Desde julio de 2024 es la ministra de Vivienda, Ciudad y Territorio de Colombia en el gobierno de Gustavo Petro.

## Primeros años y estudios
Helga Rivas nació en la ciudad de Bogotá en 1969. Estudió arquitectura en la Universidad de los Andes y cursó una especialización en Diseño Urbano.

## Trayectoria
Entre 2012 y 2014 fue directora de la Caja de Vivienda Popular durante la alcaldía de Gustavo Petro, en esa misma administración pasó a reemplazar a María Mercedes Maldonado en la Secretaría de Hábitat y Vivienda, posición en la que permaneció hasta el final del gobierno en el año 2016.
Helga Rivas también tiene una trayectoria en el campo académico como investigadora y docente en varias universidades colombianas.

## Gobierno Petro
Durante el gobierno de Gustavo Petro, Rivas se desempeñó inicialmente como viceministra encargada de vivienda para luego pasar al Fondo de Adaptación donde fue subgerente y más tarde gerente.
En julio de 2024 el presidente Petro realizó varios cambios de gabinete anunciando la llegada de Rivas al ministerio en reemplazo de Catalina Velasco.